# Araksi Çetinyan
Araksi Çetinyan (armenisch Արաքսի Չեթինյան; vor 1926 – nach 1929) war eine türkische Schönheitskönigin. 
Sie war die Gewinnerin des ersten Schönheitswettbewerbs, der in der neu gegründeten Türkischen Republik abgehalten wurde. Sie war armenischer Abstammung.
Die historische Aufführung wurde am 3. Mai 1925 oder 1926 (Quellen variieren) in der Melek-Kinohalle (heutige Emek-Kinohalle) im Bezirk Pera (heute Beyoğlu) von Istanbul von İpek Film abgehalten. Jedoch wurde der Wettbewerb nicht allzu ernst genommen und anschließend – offiziell aufgrund von Bevorzugung sowie fehlender Organisation – für nichtig erklärt. Allerdings wird angenommen, dass die Vorführung wegen einer armenischen Gewinnerin und einem Mangel an türkischen Teilnehmerinnen annulliert wurde.
1929 nahm Araksi Çetinyan am ersten Miss-Turkey-Wettbewerb teil und schaffte es auf den 3. Platz hinter Feriha Tevfik und Semine Nihat.